# Alexander Onyshchenko
Alexander Onyсhtchenko (né le 31 mars 1969) est un milliardaire ukrainien ayant fait fortune dans le secteur du pétrole et de l'énergie. Il est également cavalier professionnel depuis 2000. Il a été nommé Patron de l'année 2010 dans le cadre des récompenses de l'homme de l'année en Ukraine.
En décembre 2010, il propose trois millions d'euros à Xavier Marie, propriétaire du haras de Hus en France, pour lui acheter la jument Silvana.